# 花蓮糖廠

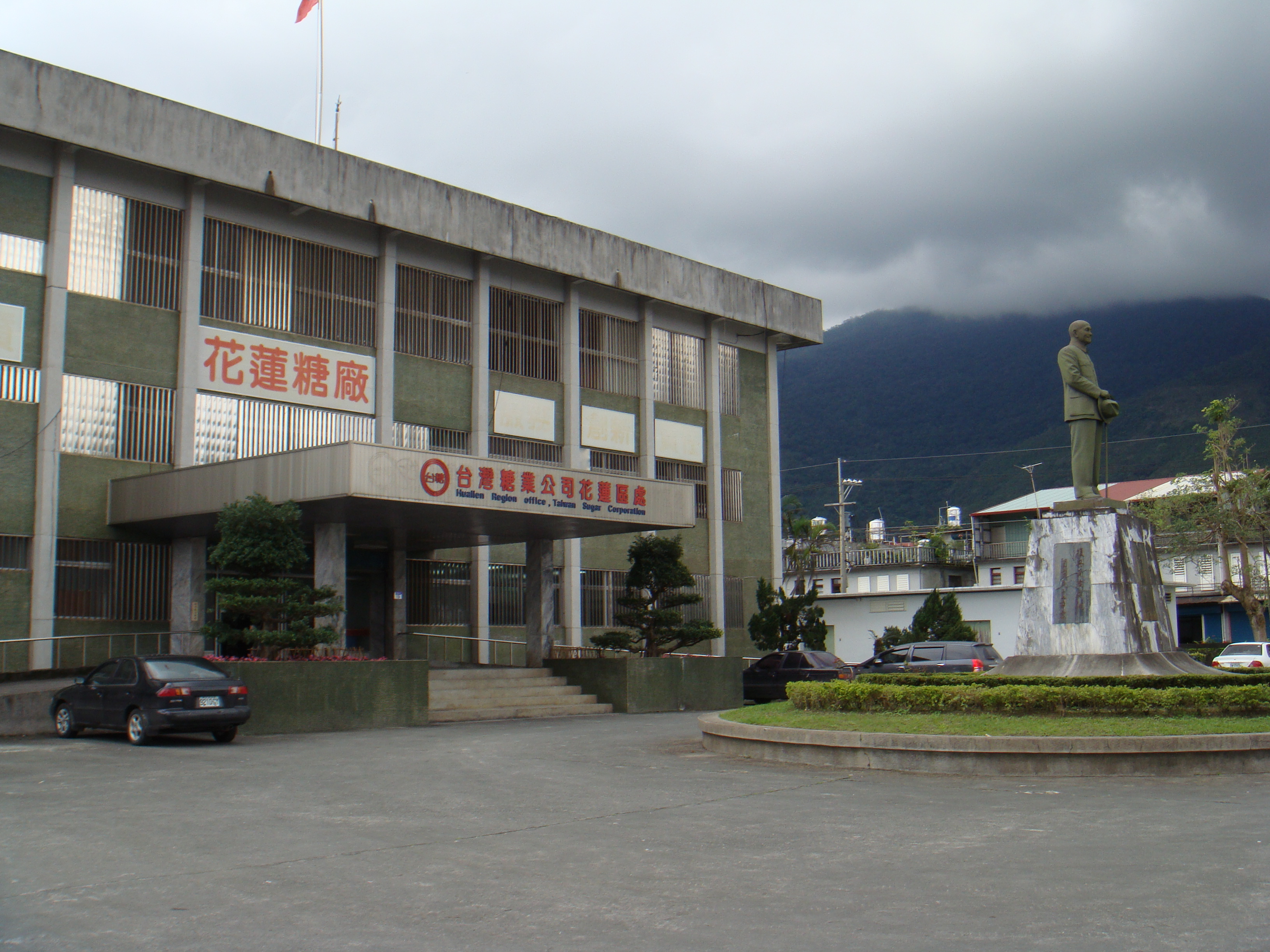
花蓮糖廠辦公室

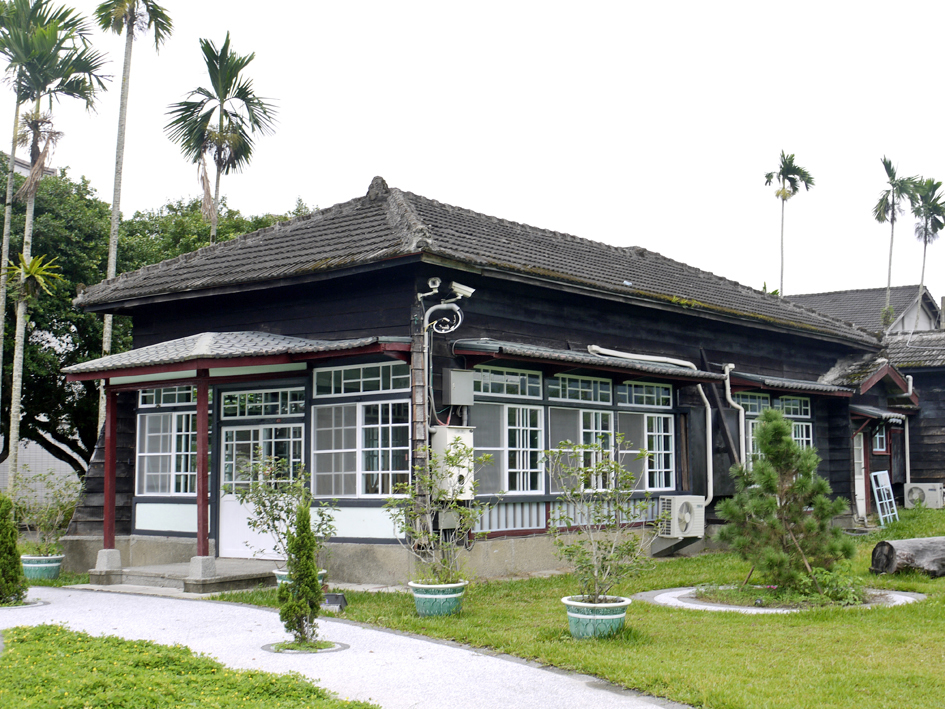
花蓮糖廠日式建築群

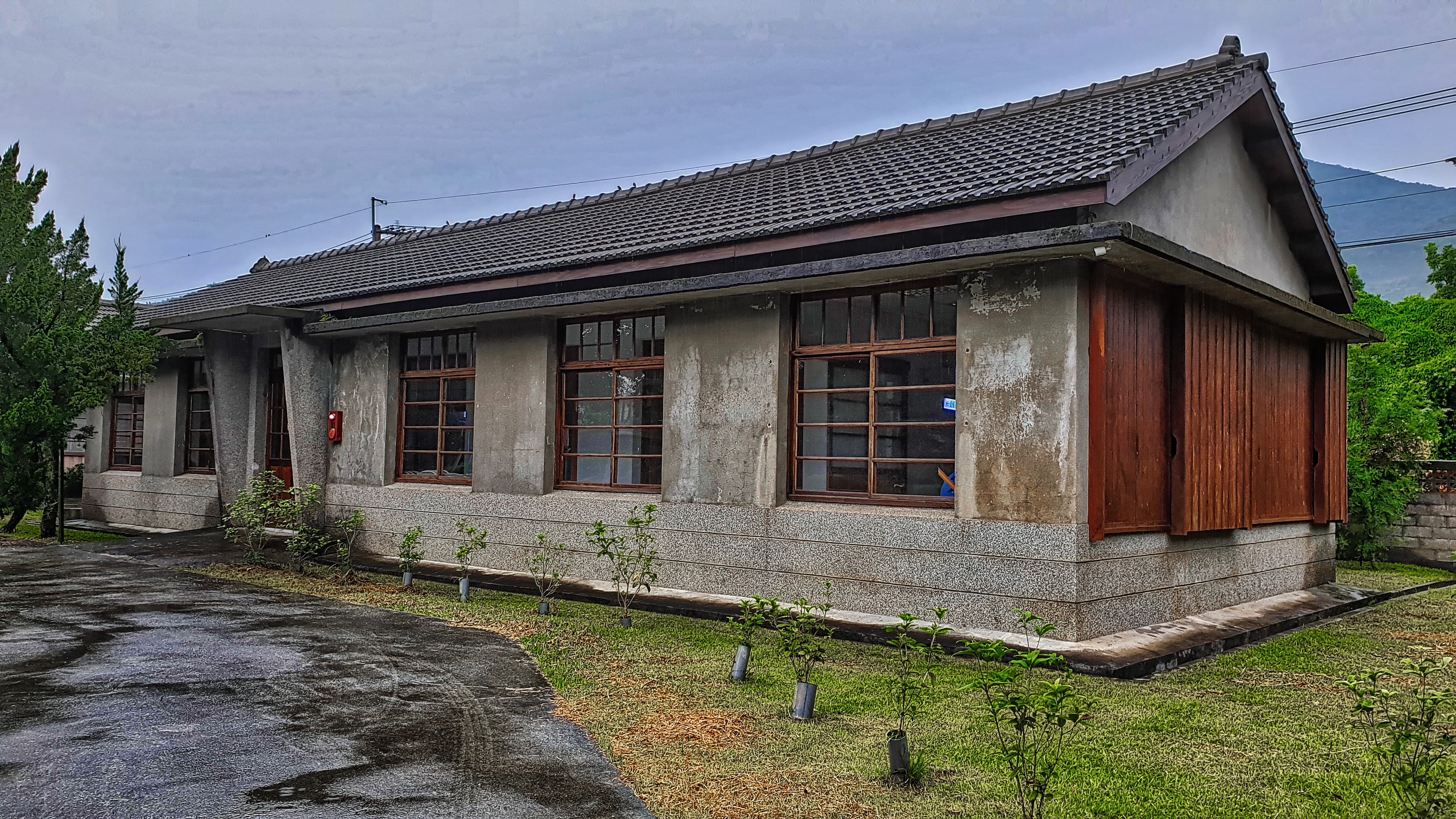
花蓮觀光糖廠診所

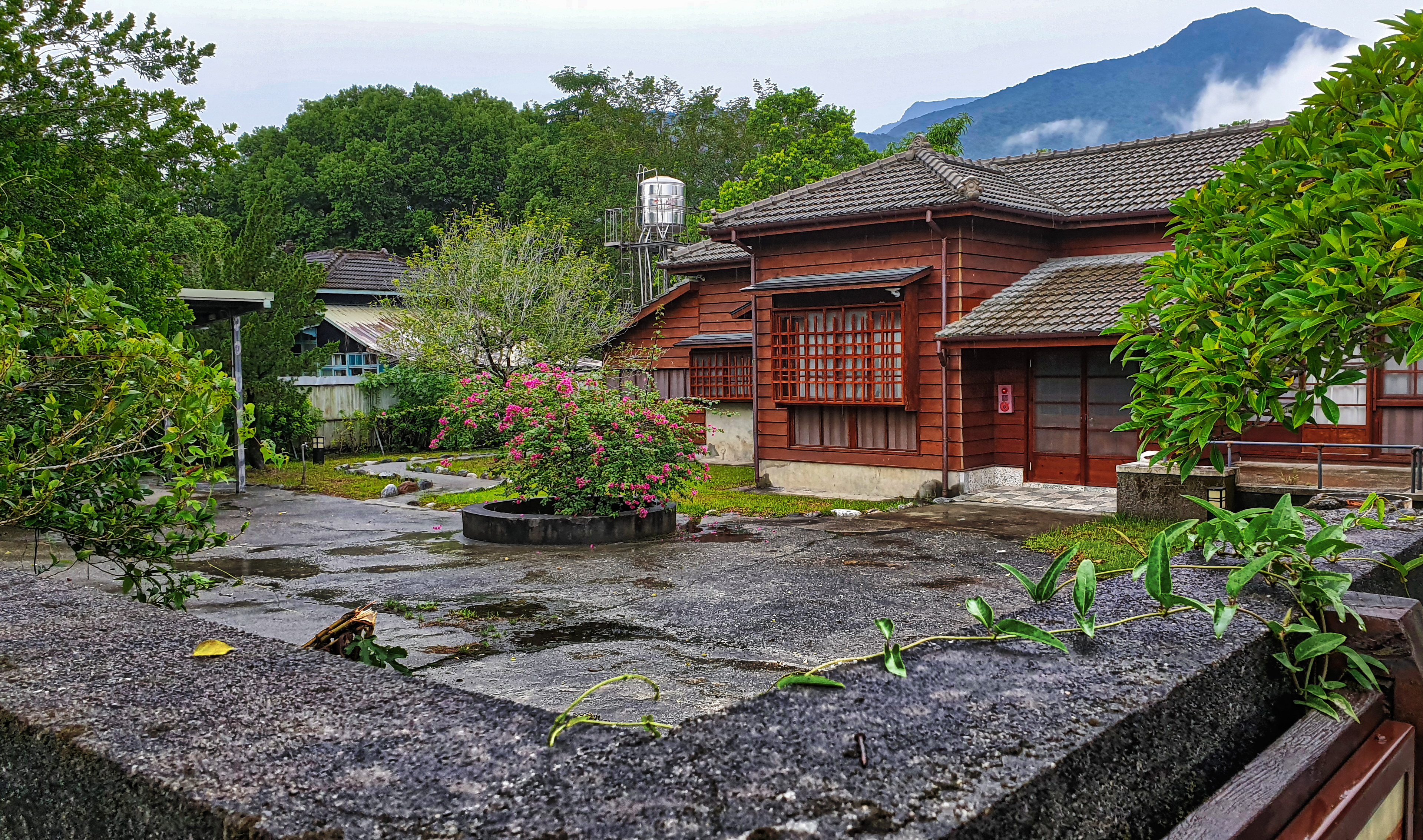
花蓮觀光糖廠副廠長宿舍

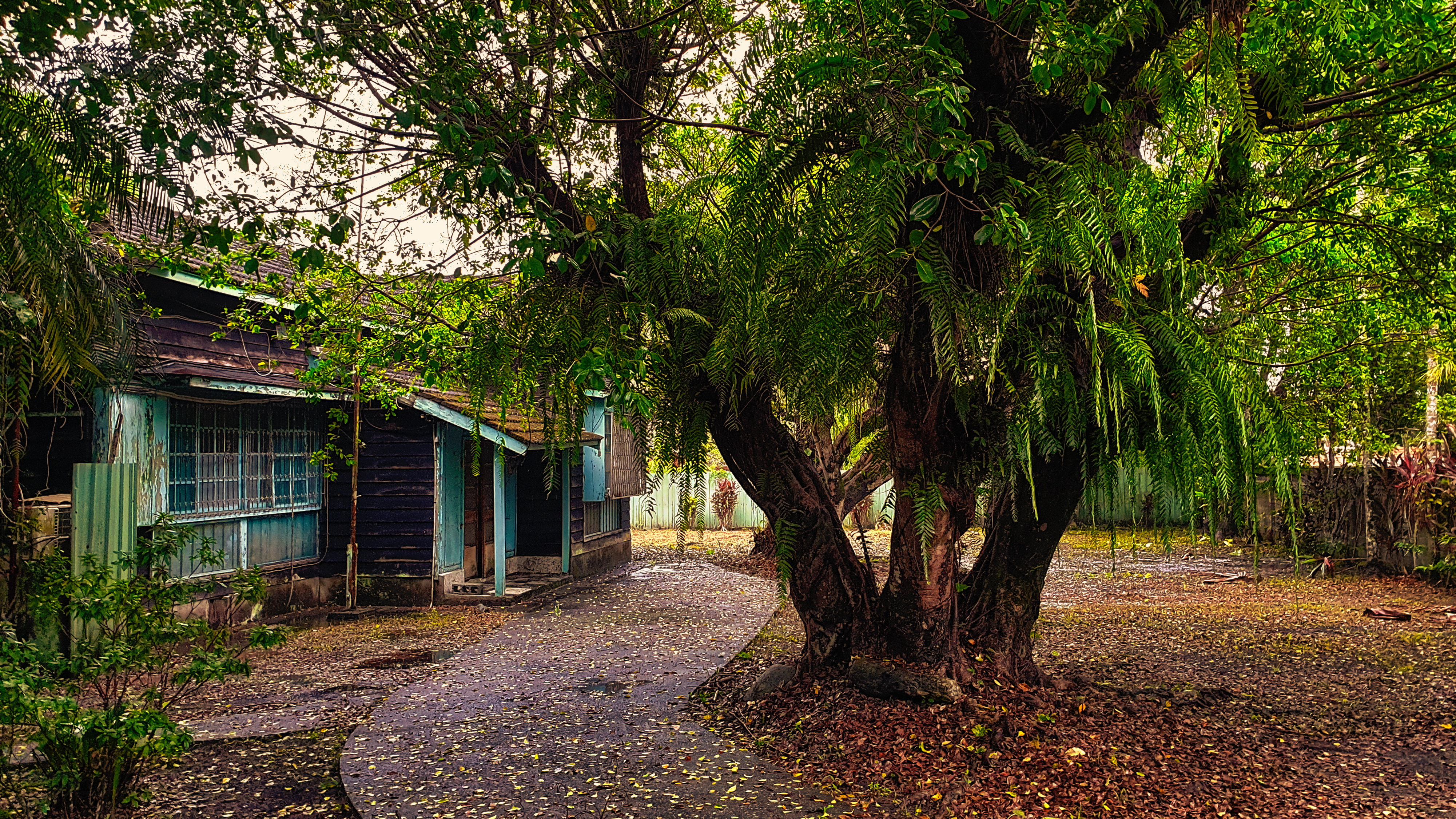
花蓮觀光糖廠廠長宿舍

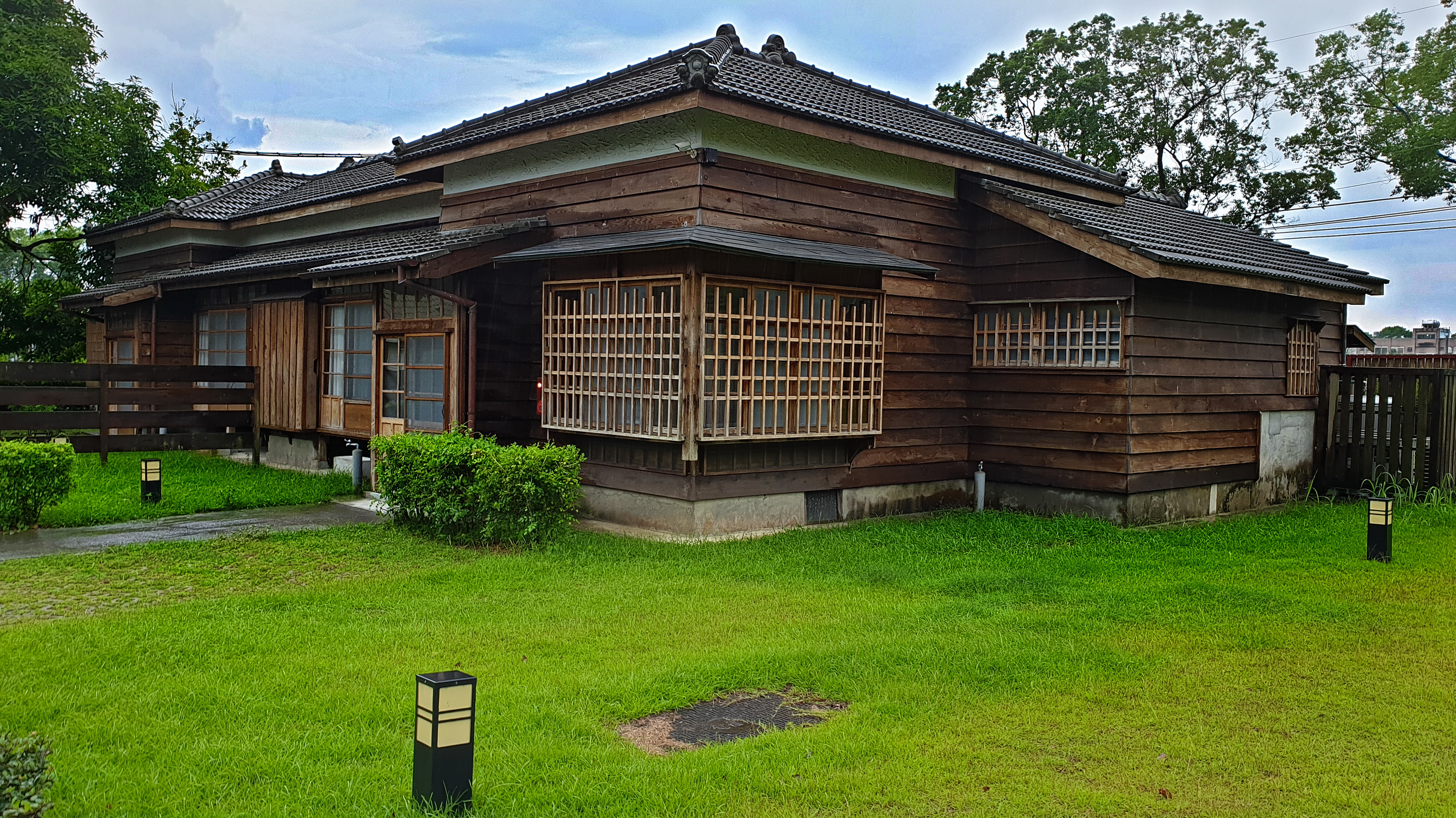
花蓮觀光糖廠員工宿舍1巷1號

花蓮糖廠（今稱花蓮觀光糖廠，亦常被稱作光復糖廠），前身為花蓮港製糖所大和工場，是一座位於臺灣花蓮縣光復鄉的製糖工廠，今已改作觀光及其他用途。

## 沿革
1899年，賀田金三郎向臺灣總督府申請取得花蓮港至卑南一帶的土地支配權，開始其拓墾事業；建立移民村，並大規模種植甘蔗，於壽村建設改良糖廍；後因水土不服、資金政策無法有效支持等原因，併入由荒井泰治(其於1907年購得鹽水港製糖會社)新成立之臺東拓殖株式會社。
1912年，臺東拓殖株式會社更名為臺東拓殖製糖株式會社，並精簡其業務內容；因官營鐵路已由花蓮港通至鳳林。
1913年壽工場轉型為新式製糖工場（位於花蓮港廳花蓮郡壽庄），每日壓榨甘蔗量為1,000公噸，是東部地區第一座新式製糖工場。
1919年，增設酒精工場。
1914年，臺東拓殖製糖株式會社正式與鹽水港製糖合併，改稱為鹽水港製糖拓殖株式會社。
1920年，鹽水港製糖拓殖製糖再次更名為鹽水港製糖，並增資至2500萬日圓，使鹽水港製糖成為當時臺灣東部地區最大的企業機構。隨著經營規模逐漸擴大，鹽水港拓墾事業逐漸向南擴張。
1921年，於花蓮港廳鳳林區馬太鞍設立花蓮港製糖所大和工場，每日壓榨甘蔗量為1,000公噸，並以鳳林的北清水溪為原料採集區界線；因大和工場設置初期原料供應不穩定，其與花蓮港製糖所壽工場經常相互支援。隨著製糖重心逐漸南移。
1929年，大和工場的產量開始超過壽工場，成為鹽水港製糖在花東地區的生產主力。二次世界大戰期間，全臺各地糖廠多成美軍轟炸目標，壽工場與大和工場皆有受損。戰後，大和工場更名為花蓮港糖廠，隸屬於臺灣糖業公司第四分公司；因壽工場受損較嚴重且產量小於大和工場，故臺糖決定將其廢棄。
1952年，花蓮港糖廠更名為花蓮糖廠。
1955年，原壽工場的酒精工場被遷至花蓮糖廠。
1958年，將壽工場移交與退除役官兵就業輔導委員會，成立大同合作農場。
1975年，花蓮糖廠擴建完成，每日壓榨甘蔗量增為2,600公噸。
1978年，因公路運輸興起，廢除所有糖業鐵道。
1987年9月29日，煉糖工場動土興建，並於1989年2月開工煉糖；隔年，再興建冰糖工場。
2002年7月1日，因糖價長期低迷且製糖成本過高，製糖工場停產關閉，後轉型並更名為花蓮觀光糖廠。現由臺灣糖業公司花蓮區處經營管理。

## 相關單位
- 花蓮港製糖所壽工場（廠區原址位於花蓮港廳花蓮郡壽庄，於1958年成為退輔會大同合作農場，今為東華大學校區）

## 運輸

### 鐵路

#### 路線
林田幹線、光復車站線（臺糖公司花蓮廠線）、台安幹線、一支線、二支線、四支線、三支線、林榮線等。

## 文化資產
- 花蓮糖廠招待所
- 花糖文物館

## 外部連結
- 花蓮觀光糖廠 （页面存档备份，存于）
- 花蓮港製糖所 壽工場 - 臺灣製糖工廠百年文史地圖 （页面存档备份，存于）
- 花蓮糖廠 - 臺灣製糖工廠百年文史地圖 （页面存档备份，存于）
- 文化部文化資產局：花蓮糖廠招待所 （页面存档备份，存于）
- 文化部文化資產局：花蓮糖廠製糖工場 （页面存档备份，存于）
- 文化部文化資產局：花蓮糖廠廠長宿舍 （页面存档备份，存于）
- 文化部文化資產局：花蓮糖廠原料區辦公室 （页面存档备份，存于）
- 文化部文化資產局：花蓮糖廠員工宿舍1巷1、3號 （页面存档备份，存于）
- 文化部文化資產局：花蓮糖廠員工宿舍1巷5、7號 （页面存档备份，存于）
- 文化部文化資產局：花蓮糖廠員工宿舍7巷1、3號 （页面存档备份，存于）
- 文化部文化資產局：花蓮糖廠員工宿舍7巷5、7號 （页面存档备份，存于）
- 文化部文化資產局：花蓮糖廠診所 （页面存档备份，存于）
- 文化部文化資產局：花蓮糖廠副廠長宿舍 （页面存档备份，存于）
- 文化部文化資產局：台糖公司花蓮糖廠(舊名:鹽水港製糖株式會社花蓮港製糖所大和工場) （页面存档备份，存于）
- 花蓮觀光糖廠(光復糖廠)－花東縱谷國家風景區 （页面存档备份，存于）
- 花蓮觀光糖廠－花蓮紙光復鄉公所 （页面存档备份，存于）
- 花蓮觀光糖廠的Facebook專頁

## 延伸閱讀
- G-contents@NDHU: 從1945美軍空照判讀「鹽水港製糖株式會社」花蓮製糖所壽工場 （页面存档备份，存于）